# St. Bertinus (Poperinge)

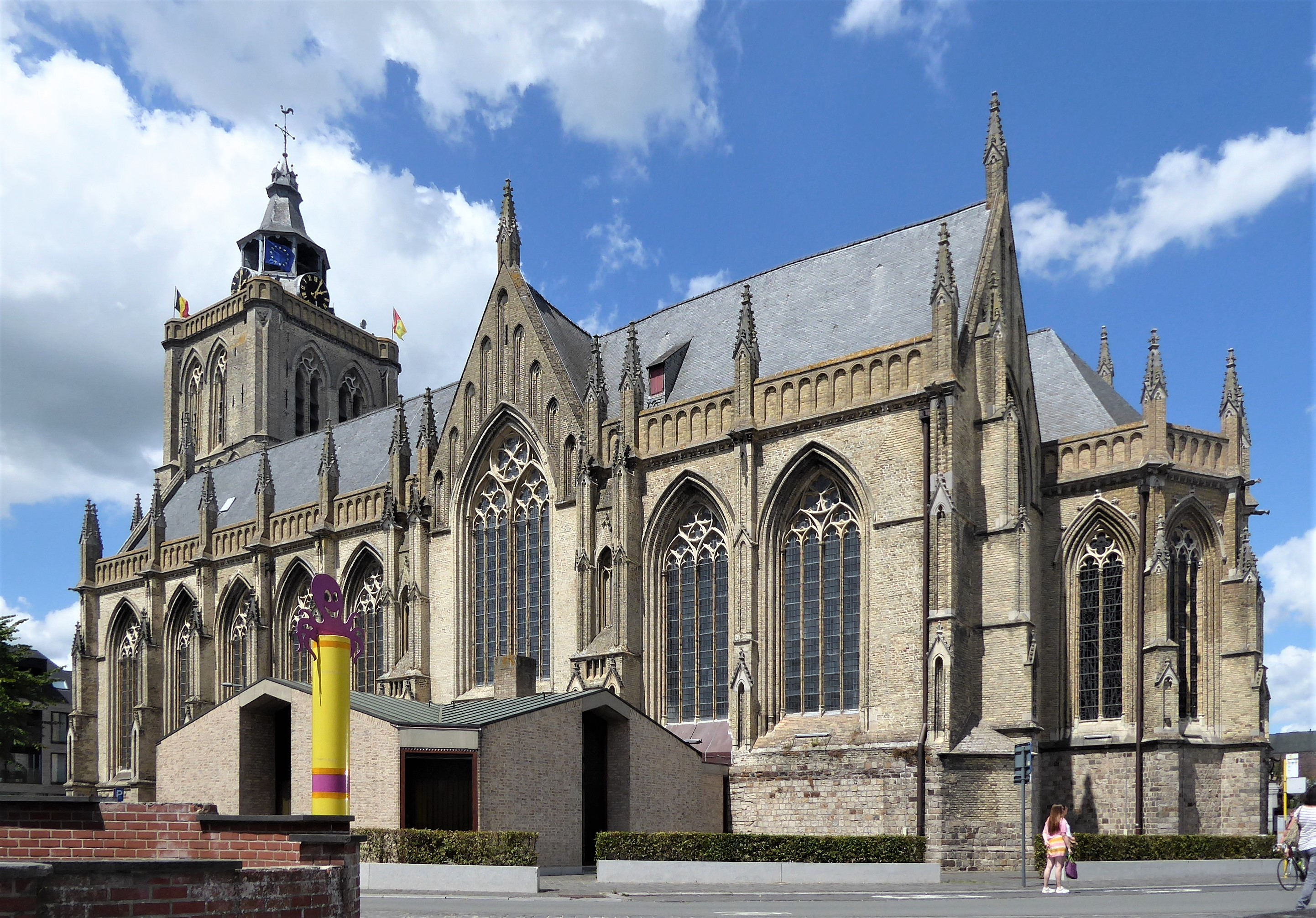
St. Bertinus (Poperinge)

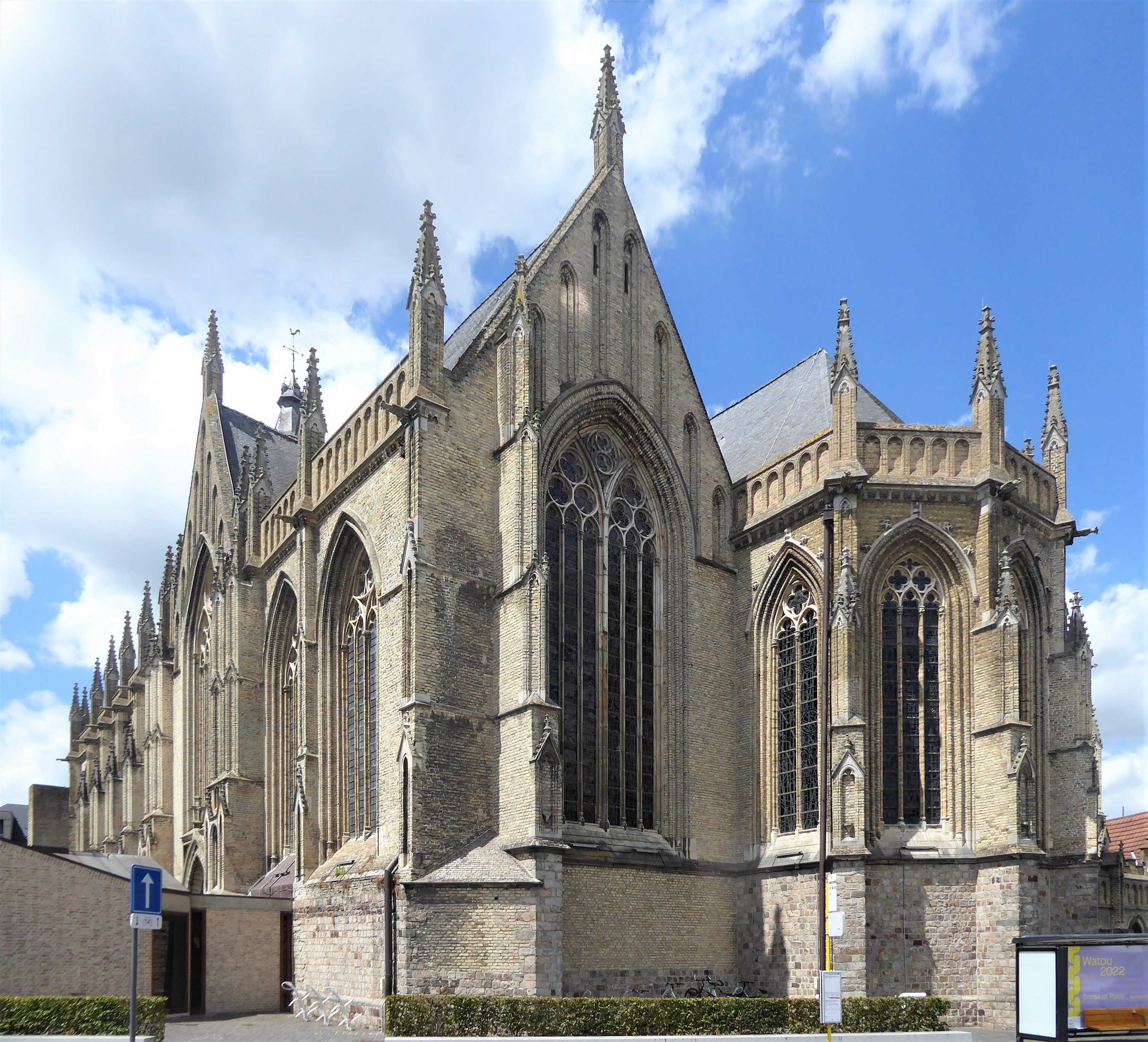
Südostansicht

Die römisch-katholische Pfarrkirche St. Bertinus in Poperinge (niederländisch Sint-Bertinuskerk) ist eine spätgotische Backstein-Hallenkirche mit einem wuchtigen Westturm, die etwa aus dem zweiten und dritten Viertel des 15. Jahrhunderts stammt. Die Kirche ist im Stil der Backsteingotik der Küstenregion gebaut. Das Baumaterial, der Grundriss der Kirche und die architektonischen Ornamente weisen darauf hin.
Sie ist die älteste Pfarrkirche im Stadtzentrum und steht unter Denkmalschutz. Nördlich und westlich der Kirche befand sich früher ein Friedhof. Der nördliche Teil wurde 1548 aufgelassen, als der Grote Markt vergrößert wurde. Der westliche Teil wurde 1784 verkauft (Edikt von Joseph II.) und von da an bebaut (siehe die Ostseite der Vlamingstraat und das südliche Ende der Priesterstraat). Die heutige Grenze wird durch den Vroonhof und den Burgemeester Bertenplein gebildet. Von der Kerkstraat aus hat man einen eindrucksvollen Blick auf das Westportal. Das nördliche Seitenschiff mündet in die Donkergat, die von den Hinterhäusern und den Kopfsteinmauern der Häuser auf der Südseite des Grote Markt begrenzt wird. Das südliche Seitenschiff steht seit dem Abriss von Anbauten im Jahr 1969 weitgehend frei.

## Geschichte

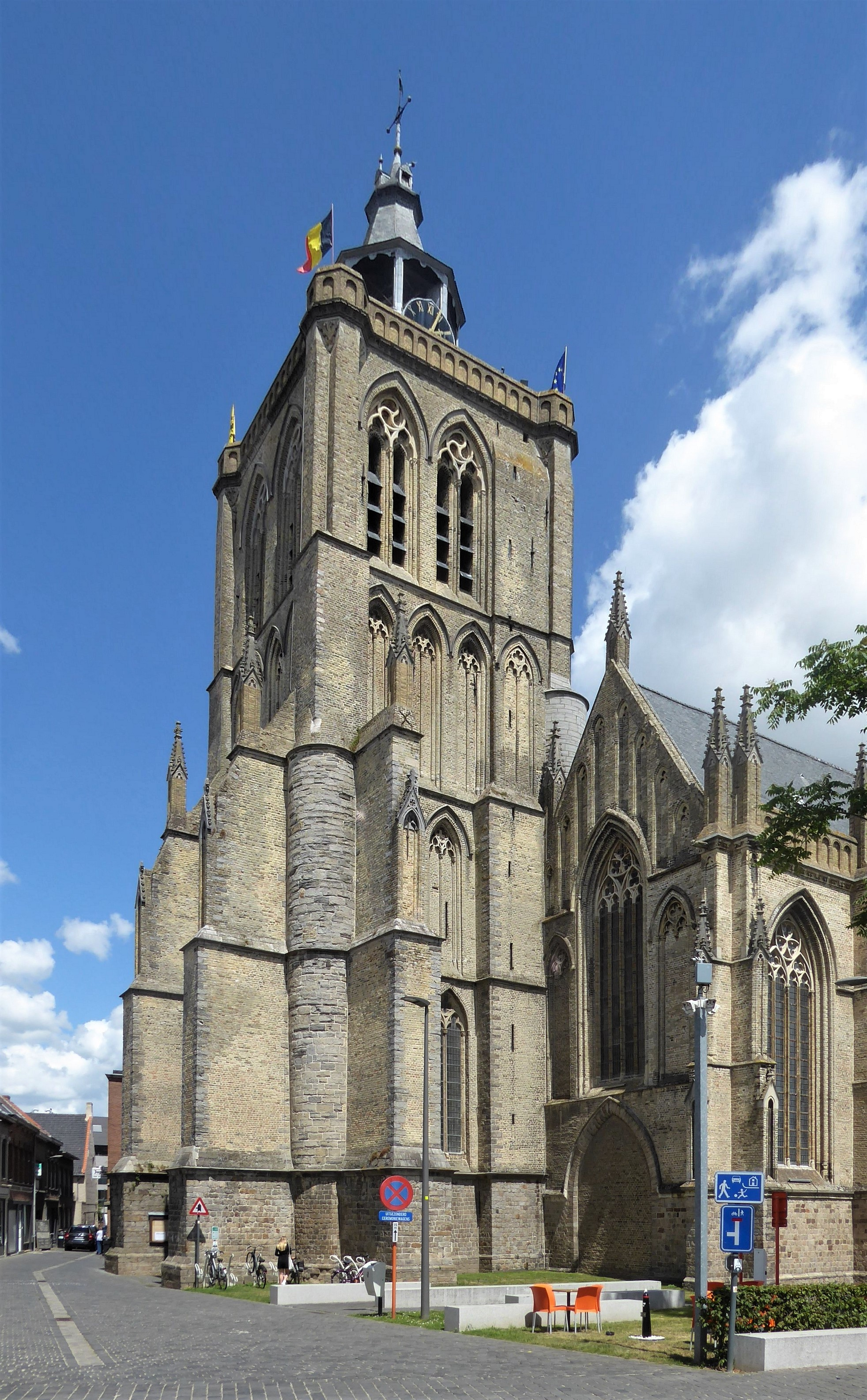
Südwestansicht

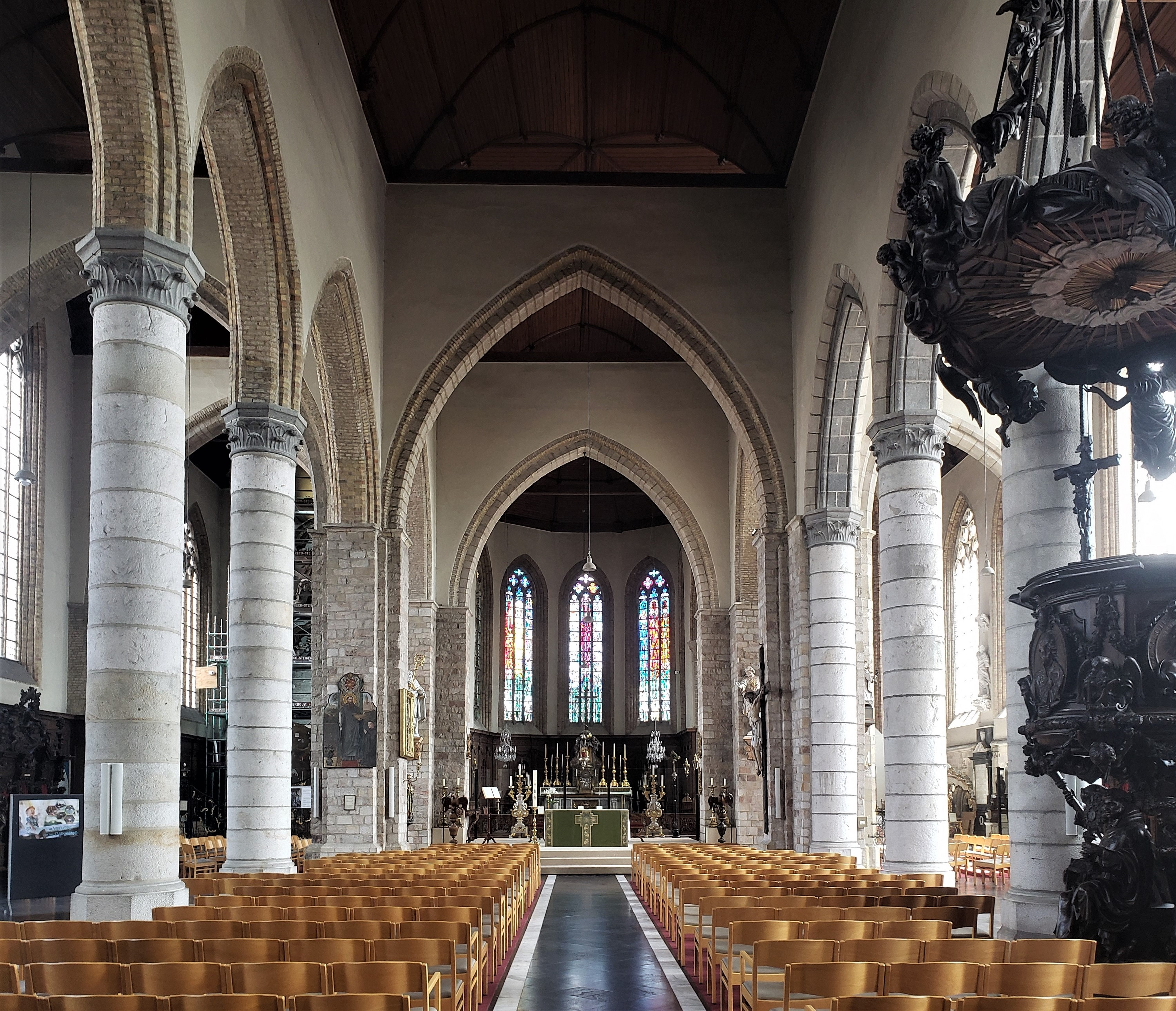
Innenansicht

Die erste Kapelle war der heiligen Katharina gewidmet. Vermutlich wurde sie im 12. Jahrhundert durch ein geräumigeres romanisches Gotteshaus ersetzt, das nach einer Brandkatastrophe im Jahr 1419 wieder aufgebaut und 1436 erneut durch einen Brand zerstört wurde. Die heutige St.-Bertinus-Kirche wurde wahrscheinlich erst danach gebaut.
Vermutlich erfolgte der Bau in einem einzigen Bauabschnitt, wenn man das einheitliche Erscheinungsbild der Kirche betrachtet; andererseits verweist das Vorhandensein älterer Elemente möglicherweise auf eine frühere Situation (siehe unten). In der zweiten Hälfte des 16. Jahrhunderts erlitt die Kirche Schäden durch den Bildersturm, vor allem an der Kircheneinrichtung und den Skulpturen an den Außenwänden. Die erhaltenen Sockel in den Fenstern auf der Höhe des zweiten Gesimses der Strebepfeiler weisen auf die für diesen Ort geplante Skulpturen hin, die, falls sie ausgeführt wurden, möglicherweise durch den Bildersturm zerstört wurden. Von etwa 1862 bis etwa 1902 erfolgten mehrere Bauarbeiten, darunter der Bau einer neuen Sakristei (1863), Restaurierungsarbeiten an den Fassaden unter der Leitung des Architekten J. Van Ysendijck (Brüssel), am Westportal unter der Leitung des Architekten Vandenborre und an der Dachdeckung und dem Westturm (1909) unter der Leitung des Architekten J. Carette (Kortrijk). Sowohl wegen der technischen Ausführung als auch wegen des stilistischen Charakters waren diese Restaurierungsarbeiten bereits vor der Jahrhundertwende umstritten, unter anderem im „Bulletin des séances de la Gilde de St.-Thomas et de St.-Luc“. Dies galt auch für die gleichzeitigen Restaurierungsarbeiten an den anderen Kirchen der Stadt Poperinge. Weitere Restaurierungsarbeiten erfolgten nach dem Ersten und Zweiten Weltkrieg, darunter das Tonnengewölbe des Architekten J. Coomans (Ypern) aus dem Jahr 1923. Im Jahr 1970 erfolgten Restaurierungs- und Instandsetzungsarbeiten unter der Leitung des Architekten P. Pauwels (Kortrijk) an Dach, Brüstung, Fialen, Westportal und Innenraum. In den Jahren 1977–1978 wurde nach dessen Entwurf eine neue Südsakristei gebaut, welche die abgerissene Sakristei von 1863 ersetzen sollte.

## Architektur

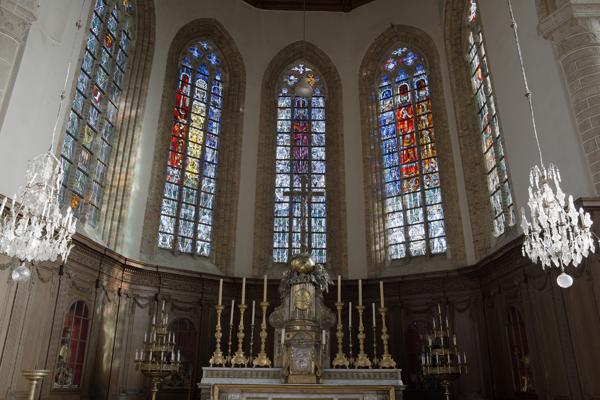
Hauptchor

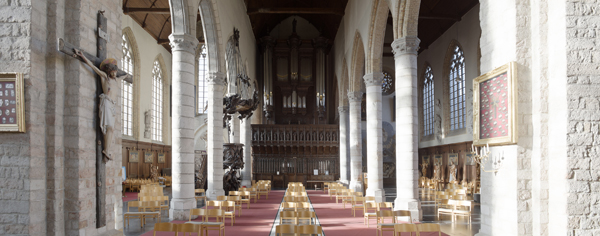
Innenansicht nach Westen

Der heutige Grundriss zeigt einen vierseitigen Westturm, ein dreischiffiges Langhaus mit fünf Jochen, ein einjochiges, nicht hervortretendes Querschiff mit Giebeln, ein zweieinhalbjochiger Hauptchor mit dreiseitigem Abschluss und zwei Seitenchöre mit zwei geraden Jochen und flachem Abschluss; auf der Höhe des dritten südlichen Seitenjochs befindet sich zwischen zwei Strebepfeilern eine vorspringende Taufkapelle (19. Jahrhundert?). Auf der Höhe des südlichen Seitenchors befinden sich ein nördlicher Lagerraum und eine moderne Sakristei auf einem polygonalen Grundriss.
Die Kirche ist ein gelber Backsteinbau unter Verwendung von Natursteinen für den Sockel (Atrecht-Sandstein), die Konsolen, die Gesimse, die Portale, die Fialen und das Maßwerk in den Fenstercouronnements und darunter. Wiederverwendeter Eisensandstein aus der ehemaligen romanischen Kirche findet sich hauptsächlich im Sockel der Nordfassade. Außerdem scheint die Verwendung von Tournai-Stein für die Ecktürme des Westturms, die Kapitelle und die südlichen Rippen des Kirchenschiffs auf eine ältere Datierung dieser Elemente hinzuweisen (möglicherweise auf das 14. Jahrhundert). Das Bauwerk ist mit Schiefergiebeldächern gedeckt. Ein vierseitiger Westturm mit vier Stockwerken, die durch Blendarkaden und Maßwerkfenster gekennzeichnet sind, akzentuiert das Bauwerk. Der Turm ist durch einen stark gegliederten Unterbau (Sockel und zwei Etagen) gekennzeichnet, mit übereinanderliegenden, mächtigen, abgestuften Eckstrebepfeilern mit bekrönender Fiale, die die freistehenden Ecken stützen. Außerdem gibt es vier halbkreisförmige Ecktürme, die teilweise eingebaut und bis zur Mitte des dritten Stockwerks auf der Ostseite verlängert wurden. Diese Ecktürme, die nach ihrer Anordnung und ihrem Baumaterial (Tournai-Stein) möglicherweise älter sind, gehen auf der Höhe des dritten Stocks in flache, überhängende Strebepfeiler über, die in den übereinanderliegenden Eckstrebepfeilern des vierten Stocks enden. Ein Treppenturm ist in die südliche Turmwand integriert.
Erschlossen wird das Bauwerk durch ein spätgotisches Westportal aus weißem Stein. Es zeigt einen vertieften Spitzbogen unter durchbrochener Brüstung zwischen den schweren Eckstreben; verzierte Archivolten mit Blattkränzen; Bogenfeld und Kielbogen mit spätgotischem Blendmaßwerk; Verdachung mit Gesimsen und Endkappen; zwei gekuppelte, rechteckige Türen mit einer Statue des heiligen Bertin unter einem Baldachin am Trumeau. Das erste Turmgeschoss wird durch eine spitzbogiges zweibahniges Fenster in der Nord- und Südfassade unterbrochen. Das zweite und dritte Obergeschoss wird durch gemauerte Lanzetten belebt und zeigt zweibogige Lanzetten mit Maßwerk unter verbindenden Gesimsen. Jede Turmseite hat zwei spitzbogige Galerien mit spätgotischem Maßwerk (unter anderem mit Fischblasenmotiven) und Traufgesims. Eine geschlossene Brüstung mit kunstvollen, polygonalen Ecken auf profilierten Kragsteinen mit einem umlaufenden Backsteinfries zieht sich um den Turm. Die durchbrochene Laterne unter glockenförmiger Turmhaube aus Schiefer stammt vermutlich aus dem 18. Jahrhundert.
Die Seitenschiffe tragen Westgiebel mit bekrönendem Zinnenkranz, unterbrochen durch einen Rundbogen im Norden und spitz zulaufende vierteilige Fenster zwischen gleichartigen Flügeln im Süden; ein durchgehendes Traufgesims im Einklang mit den Giebelenden ist verziert mit aufsteigenden spitz zulaufenden Flügeln mit eingeschriebenem Dreipass am Kopf. Der Südgiebel zeigt ein zugemauertes Spitzbogenportal unter einem Traufgesims ähnlich dem umgebenden Kranzgesims. Die Nord- und Südgiebel sind mit sich kreuzenden Strebepfeilern und gegliederten Erkern versehen, in Anlehnung an den freistehenden Westgiebel, mit Spitzbogenblenden am Giebel, der sich zu den Fialen der gemauerten Brüstung mit Korbbogennischen fortsetzt und mit vertieftem spitzbogigem, vierteiligem Fenster unter dem Traufgesims versehen ist.
Über dem Sockel des ersten nördlichen Seitenschiffs befindet sich ein rechteckiger Fensterflügel in einem Bogenrahmen; links davon ein verwitterter Giebelstein. Das dritte Nordjoch mit Vorbau zwischen den Strebepfeilern, teils aus Atrecht-Sandstein, teils aus Tournai-Stein zeigt ein höheres Fenster in profiliertem Spitzbogenrahmen mit Archivolte und wird überfangen von halbrundem Giebel mit blattförmigem Maßwerk; Dreipass mit zwei Engelsköpfen im Bogen; eine Traufleiste endet in einer Schnecke mit eingeschriebener Blattmaske; das Portal hat feine Eisenbeschläge.
Die Giebel des Querschiffs werden an den Ecken von Strebepfeilern gestützt, die denen des Kirchenschiffs ähneln, die aber hier von der Basis aus doppelt ausgeführt sind, mit dazwischen liegenden Vierpässen im Maßwerk. Die zugemauerte Nordvorhalle ist mit zwei miteinander verbundenen doppeltem Portalen (Naturstein) mit Pfosten und Pfeilern aus Tournai-Stein (?) mit Blattkapitellen versehen, der umschriebene Rundbogenrahmen mit gemauerter Archivolte, darüber Halbsäulen aus Tournai-Stein mit Blattkapitellen (siehe Portal des nördlichen Seitenschiffs), mit Verdachung aus Naturstein.
Das ebenfalls gemauerte Südportal (unter anderem aus Atrecht-Sandstein) ist aufwändiger gestaltet: vertiefter rechteckiger Durchgang mit abgerundeten oberen Ecken und profiliertem Laufgang, eingefügt in aufwändige Spitzbogeneinfassung; ein gemauertes Bogenfeld mit Natursteinmaßwerk mit Fünf- und Dreipässen, mit einem mit Endknauf bekröntem Gesims, passend zum umgebenden Kaffgesims. Über den Portalen befindet sich ein sechsteiliges Fenster, dessen Verdachung mit einem Giebel verbunden ist, der dem der westlichen Giebel der Seitenschiffe ähnelt.
Die Chorseitenschiffe und der dreiseitige Hauptchorschluss sind wie die Seitenschiffe gestaltet. Die flachen Ostgiebel der Seitenchöre ähneln den Giebeln des Querschiffs. Im nördlichen Seitenchor hingegen ist das sechsteilige Ostfenster zugemauert und wird von zwei kleineren Spitzbogenfenstern flankiert; der mittlere Flügel der Giebelseite enthält außerdem eine verwitterte Statue des Heiligen unter einem Baldachin. Die gemauerte Korbbogennische im Winkel der nordöstlich ausgerichteten Eckpfeiler hat ebenfalls einen steinernen Baldachin.
Der niedrige nördliche Lagerraum unter einem Schieferdach entspricht im Baustil dem des Armenhauses von Poperinge.
Der teilweise verputzte Innenraum zeigt den für eine Hallenkirche typischen großzügigen Charakter. Mittel- und Seitenschiff werden durch Spitzbogenarkaden aus Tournai-Stein und Atrechter Sandstein im Süden und aus Backstein im Norden getrennt, auf Säulen aus Atrecht-Sandstein (?) mit achteckigem Sockel und Tournai-Knospenkapitellen; der Schaft der beiden westlichen Säulen ist jedoch aus Atrechter Sandstein (?). Die Westfassade des Mittelschiffs ist mit östlichen Ecktürmen aus dem Tournai-Stein des Westturms gefertigt, aber hier besteht der Aufbau aus Atrecht-Sandstein. Die Vierungspfeiler mit ihrem Spitzbogen sind ebenfalls aus dem letztgenannten Material; im Südosten befindet sich eine eingebaute Wendeltreppe, deren Backsteinwände mit Verkleidungselementen belebt sind. Die Mauern des Querschiffs sind nicht bis zur Einfriedung verlängert.
Mittel- und Seitenchor sind durch gemauerte Spitzbögen auf verputzten Säulen getrennt, deren Kapitelle mit Blumenkränzen verziert sind.
Die Kirche ist mit hölzernen Spitztonnengewölben geschlossen, mit strahlenförmigem Rippenmuster in Höhe des Hauptchors und sternförmigem Muster im Querschiff. Die Südfassade des Südseitenchors zeigt eine steinerne Kredenz in Form einer Spitzbogennische unter einem Gesims mit Reliefdekor; rechts davon eine doppelte Sakristeitür in einem Natursteinrahmen.

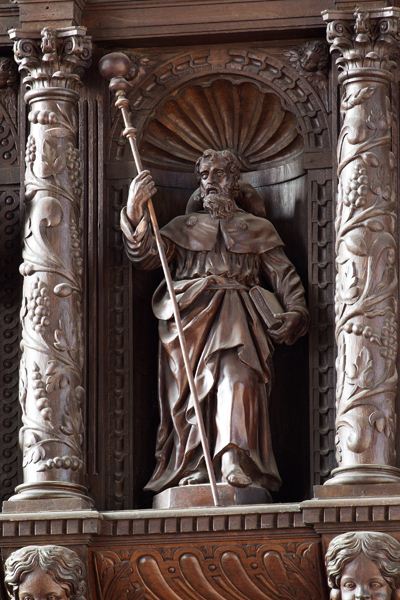
Kirchenvater Augustinus
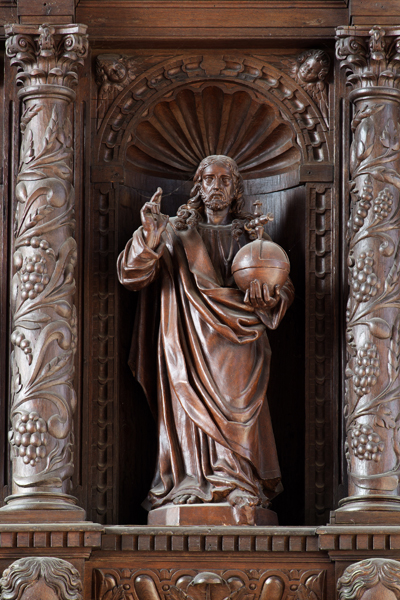
Christus der Erlöser
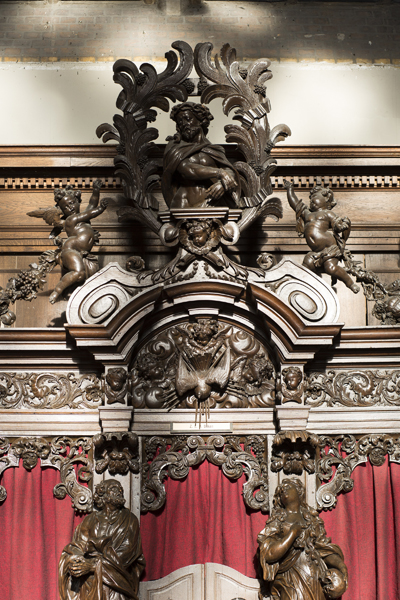
Beichtstühle (Detail)

## Ausstattung

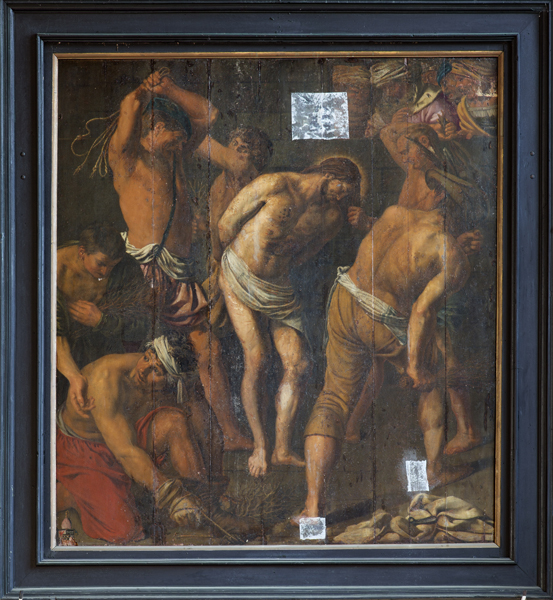
Die Geißelung Christi

Die Ausstattungsstücke stammen hauptsächlich aus dem 17. und 18. Jahrhundert. Ältere Ausstattungsstücke wurden während des Bildersturms zerstört.
Im nördlichen Seitenschiff befindet sich das Gemälde Die Geißelung Christi (Leinwand), 18. Jahrhundert, an der Westwand. Im südlichen Seitenschiff ist das Gemälde Auferweckung des Lazarus, aus dem ersten Viertel des 18. Jahrhunderts an der Westwand angebracht. Ein Gemälde Anbetung der Hirten stammt aus dem 17. Jahrhundert.

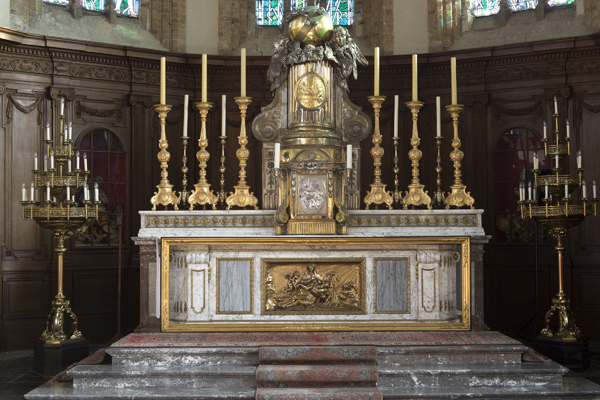
Altar

Im Südchor steht die Figur Ecce Homo (Marmor), 17. Jahrhundert, am nordöstlichen Vierungspfeiler ist eine Figur von St. Bertin (Holz) aus dem 17. Jahrhundert zu finden; eine Figur Unserer Lieben Frau von Foy (Holz) stammt aus dem frühen 17. Jahrhundert mit Holzrahmen aus dem 18. Jahrhundert, aus dem ehemaligen Birgittenkloster in Westvleteren. Am südöstlichen Vierungspfeiler: steht die Figur Christus der Erlöser mit Weltkugel (Holz; restauriert), aus dem 17. Jahrhundert. An den Wänden der Seitenschiffe stehen Heiligenstatuen (Holz und Stein), aus dem 17. und 18. Jahrhundert, darunter auch Grabdenkmäler, wie die Inschrift auf dem Sockel verrät. An der Westwand des nördlichen Seitenschiffs steht ein mit der Auferstehung gekröntes Grabmal zwischen den Grabmonumenten des Ecce Homo (rechts) und der Madonna (links), vom Anfang des 18. Jahrhunderts.

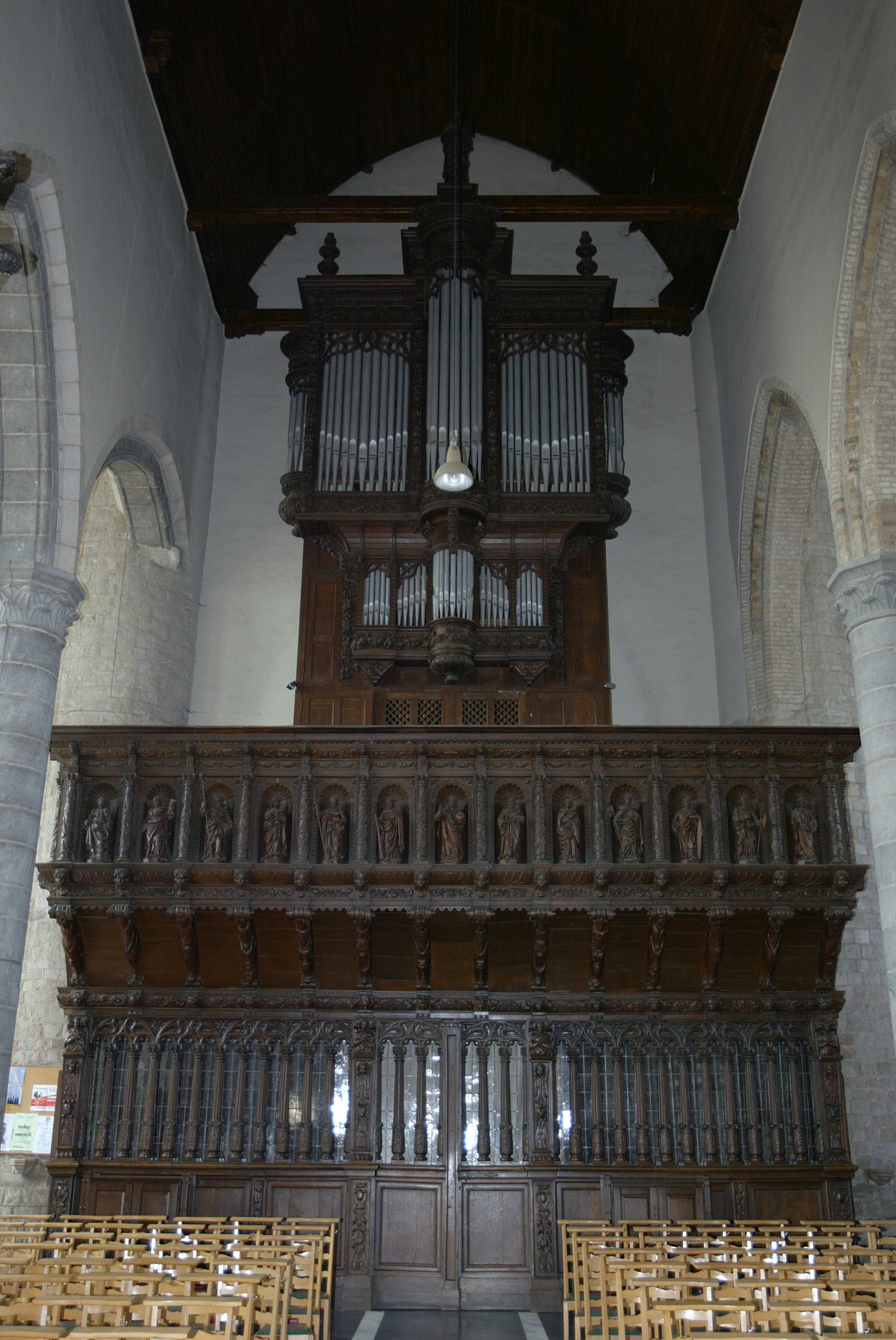
Orgel

Der Hauptaltar aus marmoriertem Holz mit Bronzerelief und Silbertabernakel ist ein Werk aus der zweiten Hälfte des 18. Jahrhunderts. Im Nordseitenchor steht ein Vorbaualtar (Holz), unter anderem mit einem Gemälde von J. Desremaux (Leprakranker), das die Heilige Familie mit der Heiligen Anna, Joachim, dem kleinen Johannes und Engeln darstellt, aus dem 18. Jahrhundert. Ein Antependium (Holz) aus der Mitte des 18. Jahrhunderts steht am neuen Altar im Querschiff. Kommunionbänke aus Eiche stehen im Haupt- und Südchor und stammen aus dem 17. bzw. der zweiten Hälfte des 18. Jahrhunderts.
Die feingearbeitete Kanzel aus Eiche stammt aus dem Dominikanerkloster in Brügge, aus der Zeit um 1710.
Vier Beichtstühle (Eiche) stammen aus dem letzten Viertel des 17. Jahrhunderts, zwei weitere aus dem ersten Viertel des 18. Jahrhunderts und zwei aus der Mitte des 18. Jahrhunderts; sie zeigen unter anderem ikonographisch interessante Darstellungen zur Beichte im barocken Beichtstuhl im nördlichen Seitenschiff (letztes Viertel des 17. Jahrhunderts–erstes Viertel des 18. Jahrhunderts).
Das bemerkenswerte Chorgestühl (Eiche) mit Apostelempore im Stil der Spätrenaissance von ca. 1630 wurde im Laufe des 18. Jahrhunderts an die Westfassade des Kirchenschiffs gestellt; in den Nischen stehen nicht originale Statuen (1862).
Die Orgel enthält älteres Material von Jan van der Belle (1674) in einem Gehäuse aus dem 19. Jahrhundert. Sie hat nach mehreren Umbauten und Restaurierungen heute 46 Register auf drei Manualen und Pedal. Ein schmiedeeiserner Lettner aus der zweiten Hälfte des 18. Jahrhunderts und ein hölzerner Prozessionsbaldachin von 1755 von Christiaan Titeca (Ypern) im nördlichen Seitenchor gehören ebenfalls zur Ausstattung. Das Adlerpult aus Holz mit gemaltem Porträt von Dom Gerard Duval (?) in einer Kartusche stammt aus dem 18. Jahrhundert. Ein Grabstein aus dem ersten Viertel des 17. Jahrhunderts ist im nördlichen Seitenschiff zu finden. Neue Glasmalereien nach dem Entwurf von A. Brys (Brügge) sind im Haupt- und im Nebenchor eingebaut.

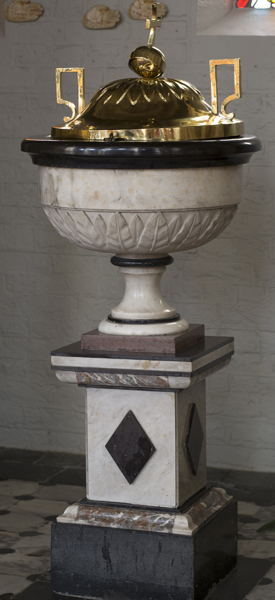
Taufbecken
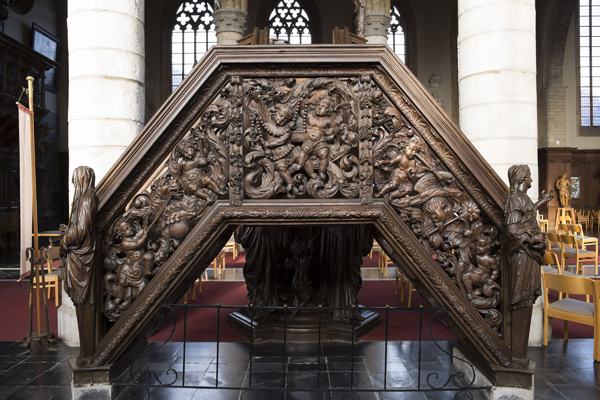
Kanzel
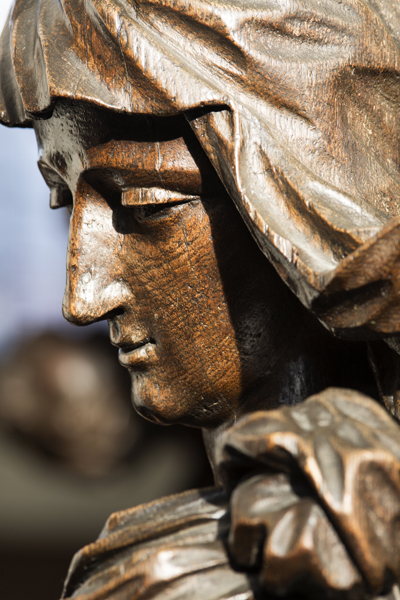
Kanzel (Detail)